# Charles Chaulieu
Pierre Joseph Charles Charles dit Chaulieu, né le 21 juin 1788 à Paris et mort le 19 avril 1849 à Londres, est un compositeur et pédagogue musical français.

## Biographie
Pierre Joseph Charles Charles dit Chaulieu naît le 21 juin 1788 à Paris. Il est élève du Conservatoire de Paris où il suit les cours de Louis Adam pour le piano et Charles Simon Catel pour la composition. Il remporte les premiers prix d'harmonie et de piano en 1806 et 1807.
Le 30 juillet 1808, il épouse Eléonore Pépin à Paris.
Entre novembre 1833 et 1835, il publie le journal Le Pianiste. Il écrit une série d'ouvrages pédagogiques sur la musique et compose des romances et des sonates pour le piano ainsi que des arrangements pour piano d'airs d'opéra, qui sont publiés par Henry Lemoine.
Il est professeur de piano.
À partir de 1840 environ, il vit à Londres.
Charles Chaulieu meurt le 19 avril 1849 à Londres.

## Publications
- Près de cent œuvres de musique pour le piano (en date de 1831)[3]
- Trois cantates[3]
- La musique des chœurs d'Esther, à l'usage des pensions de demoiselles[3]
- Cours analytique de théorie. Ouvrage spécialement destiné aux personnes qui touchent le piano, 1833
- Le Journal des jeunes pianistes, 1833
- L'École primaire du piano, 1834
L'Anthe-Méthode ou Alphabet du jeune pianist
Catéchisme musical
L'Indispensable, recueil d'études primaires pour le piano, classées jour par jour[3]
Cours analytique de principes et d'harmonies avec atlas
- Album de bal : for the piano forte : quadrilles and waltzes, 1845 (lire en ligne)

### Bibliographe
- Charles Gabet, « Chaulieu (Charles) », dans Dictionnaire des artistes de l'école française au XIXe siècle, Peinture, sculpture, architecture, gravure, dessin, lithographie et composition musicale, Paris, Madame Vergne, 1831, 710 p. (lire en ligne), p. 157-158